# Mora köve

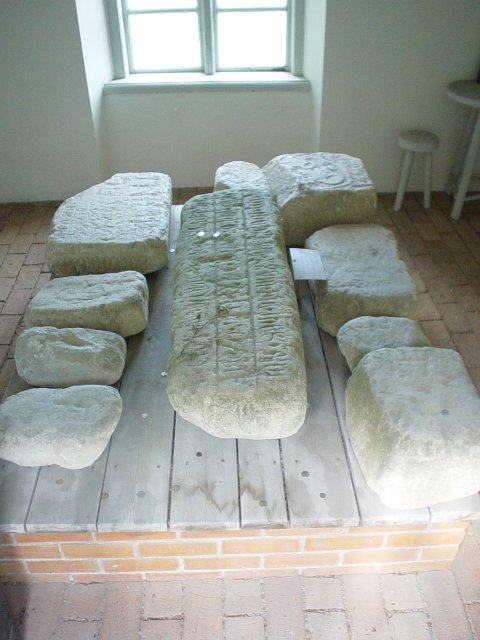
Mora töredékek

Mora kövénél sok svéd királyt választottak meg. A megmaradt töredékeket a Carl Wijnbladh által 1770-ben épített épületben helyezték el.
Uppsalától tíz kilométerre van Mora äng ("Mora mező"). Ez volt a Mora Thing ("tanács") helye (melyet a 13. századi izlandi történetíró, Snorri Sturluson Múlaþing néven említ), az ősi svéd királyválasztás helyszíne. Miután a királyt megválasztották, a lapos kő tetejére emelték és alattvalói itt hódoltak neki.
Mora äng egyenlő távolságban volt az ősi svéd tartományok, Attundaland és Tiundaland thing-jétől (vagy ting, vagyis "tanács"). Tiundaland, Attundaland, Fjärdhundraland és Roden (vagy Roslagen) voltak azok az eredeti svéd tartományok ("Folklands"), amelyek közös királyt választottak és 1296-ban a mai Uppland tartományban egyesültek.
Svédország legrégibb törvénygyűjteményében, a Västgötalagenben a skarai Brynolf Algotsson püspök (1279-1290) arra emlékeztette a mai svéd Götaland lakóit, a gautokat, hogy el kell fogadniuk a Mora kőnél történt választás eredményét. Ezt írta az első oldal tetejére: "Sveær egho konung at taka ok sva vrækæ", azaz "A svédek joga, hogy megválasszák és letegyék a királyt".
Snorri Sturluson szerint ez az ősi svéd "demokrácia" meglehetősen kegyetlen formákat is ölthetett. Azt írta, hogy a svédek öt királyt fojtottak a kő közelében lévő mocsarakba, miután elégedetlenné váltak velük.
A Morát sok más kővel vették körül, melyek feliratai a korábbi választások eredményeire emlékeztettek. 1515-ben a dánok elleni háborúban a kövek elpusztultak. Gusztáv Vasa király és III. János állítólag megpróbálták visszaállítani az eredeti állapotot, sikertelenül.
Az egyik ismert töredéket a Három Korona köve néven ismerik, mert ezen fordul elő először ez a svéd nemzeti szimbólum. A töredék Mecklenburgi Albert megválasztásáról emlékezik meg.

## Dokumentált választások a kőnél
- III. Hombárzáró Magnus – 1275-ben
- Magnus Birgersson – 1319-ben (röviddel ezután kivégezték)
- I. Keresztély dán király – 1457-ben, ő volt az utolsó király, aki a kőnél választottak meg